# Тайната на Коко
„Тайната на Коко“ (на английски: Coco) е американски компютърно-анимационен 3D фентъзи филм от 2017 г., продуциран от Пиксар Анимейшън Студиос и издаден от Уолт Дисни Пикчърс. Базиран е на оригиналната идея на Лий Ънкрич, който е и режисьор на филма, съвместно с Адриан Молина. Историята разказва за 12-годишно момче на име Мигел Ривера, което случайно се транспортира до земята на мъртвите, където търси помощ от починалия си прапрадядо музикант, за да го върне в семейството им сред живите.
Концепцията за Коко се основава на мексиканския празник на Деня на мъртвите. Филмът е написан от Молина и Матю Алдрич от историята на Ънкрич, Джейсън Кац, Алдрич и Молина. Пиксар започна да развива анимацията през 2016 г.; Ънкрич и някои от екипа на филма посещават Мексико, за да черпят вдъхновение. Тайната на Коко е първата филмова лента с деветцифрен бюджет, възлизащ между 175 и 200 милиона долара.
Премиерата на филма е на 20 октомври 2017 г. на филмовия фестивал в Морелия, Мексико, седмица преди празника Деня на мъртвите, с излъчването си филмът се превърна в най-печелившата лента в страната. Премиерата в САЩ е на 22 ноември 2017 г. Филмът е похвален за анимацията, вокалните изпълнения, музиката, емоционалната история и уважението към мексиканската култура. Приходите му в световен мащаб надхвърлят 807 милиона долара.

## Сюжет
В Санта Сесилия, Мексико, Мигел мечтае да стане музикант, въпреки че семейството му строго му забранява. Прабаба му Имелда е била омъжена за мъж, който оставил нея и дъщеря им Коко, за да направи кариера в музиката, а когато той никога не се завъръща, Имелда прогонва музиката от живота на семейството си и започва обущарски бизнес.
Мигел живее с прабаба си Коко, родителите си, неговата абуелита, Елена, дъщерята на Коко, и другите членове от семейството, които са всичките обущари. Той идолизира Ернесто де ла Крус, известен музикант от Санта Сесилия, който умира при инцидент по време на изпълнение няколко десетилетия по-рано, от когото тайно се учи да свири на китара, гледайки старите филми на Ернесто. В Деня на мъртвите Мигел случайно поврежда рамката за снимка, на която са малката Коко и майка ѝ, но когато взима снимката в ръцете си, Мигел вижда подгънат край, на който се вижда неговият прапрадядо, който държи известната китара на Ернесто, въпреки че снимката липсва лицето на прапрадядо му, което е скъсано, когато той не се връща при семейството си.
Стигайки до заключението, че Ернесто е негов прапрадядо, Мигел пренебрегва възраженията на семейството си и се оставя да влезе в шоу за таланти за Ден на мъртвите. Той нахлува в мавзолея на Ернесто и взима китарата му, за да я използва в шоуто, но щом започва да свири, става невидим за всички в селото. Той обаче може да общува с мъртвите си роднини, които посещават от Страната на мъртвите за празника. Връщайки го обратно с тях, те научават, че Имелда не може да посети семейството си, защото Мигел случайно премахва снимката ѝ от олтара. Мигел открива, че е прокълнат, защото е откраднал от мъртвите и трябва да се върне в Страната на живите преди изгрев или той ще стане един от мъртвите. За да го направи, трябва да получи благословия от член на семейството си. Имелда предлага на Мигел благословия, но при условие, че той се откаже от музикалните си занимания. Мигел отказва и решава да потърси вместо това благословията на Ернесто.
Бягайки от мъртвите си роднини в Страната на мъртвите, Мигел се среща с Еектор, който заявява, че познава Ернесто и предлага да помогне на Мигел да стигне до него, но в замяна на това Мигел трябва да вземе със себе си снимката на Ектор, за да може той да посети дъщеря си, преди тя да забрави него и той да изчезне напълно. Той помага на Мигел да влезе в състезание за таланти, за да спечели влизане в имението на Ернесто, но семейството на Мигел го проследява, принуждавайки го да избяга. Мигел се промъква в имението, където Ернесто го посреща като свой потомък, но Ектор се сблъсква с тях, като отново се иска Мигел да вземе със себе си снимката му в Страната на живите. Ернесто и Ектор спорят относно партньорството си в живота и Мигел научава, че когато Ектор решава да напусне дуета, за да се върне при семейството си, Ернесто го трови, след което краде китарата и песните му, като ги представя за свои, за да стане известен.
За да защити наследството си, Ернесто взима снимката и нарежда на охранителите си да хвърлят Мигел и Ектор в яма. Там Мигел разбира, че Ектор е неговият истински прапрадядо, а Коко е дъщеря на Ектор. Имелда и семейството спасяват двемата от ямата и Мигел разкрива истината за смъртта на Ектор. Имелда и Ектор се примиряват, а семейството прониква в концерта на Ернесто, за да вземе снимката на Ектор. Престъпленията на Ернесто са изложени на публиката, която го подиграва, когато е изхвърлен от стадиона и смазан от гигантска камбана (по същия начин, по който първоначално е бил убит). В хаоса обаче снимката на Ектор се губи.
Когато слънцето изгрява, животът и паметта на Коко избледняват. Имелда и Ектор благославят Мигел, за да може той да се върне в Страната на живите. След като Мигел свири „Помни ме“, песен, която Ектор първоначално пише като приспивна песен за своята дъщеря, Коко си връща спомените за своя баща и запява заедно с Мигел. Тя разкрива, че е спасила откъснатото парче от семейната снимка с лицето на Ектор върху нея и разказва семейните си истории за баща си, като по този начин спасява паметта и съществуването му в Страната на мъртвите. Семейството на Мигел се примирява и прекратява забраната за музика.
Година по-късно Мигел представя семейството на олтара, в което вече е починалата Коко, на своята новородена сестра. Събраните писма на Коко от Ектор доказват, че Ернесто е откраднал песните му, унищожавайки наследството на Ернесто и позволявайки на Ектор да бъде удостоен с почит в обществото. В Страната на мъртвите Ектор и Имелда отново подновяват съпружеската си връзка и се присъединяват към Коко за посещение на живите, където Мигел, облечен в дрехи за мариачи, пее и играе за своите близки, живи и мъртви.

## Актьори
- Антъни Гонзалез – Мигел Ривера, 12-годишен амбициозен музикант.[11][12]
- Гаел Гарсия Бернал – Ектор, очарователен измамник от Страната на мъртвите, който моли Мигел да му помогне да посети Земята на живите и впоследствие се открива като негов прапрадядо, съпруг на Имелда, бащата на Коко и патриарха на семейство Ривера.[11]
  - Гарсия Бернал озвучава Ектор и в испаноезичната версия на филма.[13]
- Бенджамин Брат – Ернесто де ла Крус, най-известният музикант в историята на Мексико, идол на Мигел, почитан от феновете по целия свят до ненавременната му смърт, очарователен и харизматичен музикант, който е още по-обичан в Страната на мъртвите.[11][14]
  - Антонио Сол пее песента на де ла Крус „Remember Me“.[15]
- Алана Убах – Мама Имелда Ривера, прапрабаба на Мигел, съпруга на Ектор, майката на Коко, матриарх на семейство Ривера.[12]
- Рене Виктор – Елена Ривера, бабата на Мигел, която стриктно налага забраната на музиката в семейството, наследена от баба си.[11]
- Ана Офелия Мургия – Мама Сокоро „Коко“ Ривера, прабабата на Мигел, дъщеря на Ектор и Имелда.[16]
- Едуард Джеймс Олмос – Чикарон, приятел на Ектор, забравен в Страната на мъртвите.[12]
- Алфонсо Арау – Татко Хулио Ривера, прадядо на Мигел, съпруг на Коко.[12]
  - Арау озвучава Татко Хулио и в испаноезичната версия.[13]
- Селене Луна – Леля Росита Ривера, леля на Мигел, сестра на Хулио.[12]
- Диана Ортели – Леля Виктория Ривера, леля на Мигел, сестра на Елена.[12]
- Ерберт Сигуенса – Чичо Оскар и Чичо Фелипе Ривера, чичовци на Мигел, с когото са идентични.[12]
- Хайме Камил – Татко Енрике Ривера, баща на Мигел, син на Елена.[12]
- София Еспиноса – Мама Луиса Ривера, майка на Мигел. Тя е бременна с второто си дете по време на събитията от филма.[12]
  - Еспиноса озвучава Мама Луиса и в испаноезичната версия на филма.[13]
- Луис Валдес – Чичо Берто Ривера, чичо на Мигел.[12]
  - Валдес също озвучава Дон Идалго.
- Поло Рохас – Абел Ривера, братовчед на Мигел.
- Монце Ернандес – Роса Ривера, братовчедка на Мигел.
- Ломбардо Бояр – Мариачи, когото Мигел среща на площада в Санта Сесилия.[12]
  - Бояр също озвучава Густаво, музикант от Страната на мъртвите.
- Октавио Солис – Агентът на пристигащите.[12]
- Габриел Иглесиас – Главен чиновник.[12]
- Ричард Марин – Офицер.[12]
- Карла Медина – Агент на заминаващите.[12]
  - Медина озвучава агента и в испаноезичната версия на филма.[13]
- Бланка Арасели – Разпоредителка.[12]
- Наталия Кордова-Бъкли – Фрида Кало.[17]
- Салвадор Рейес – Охранител.[12]
  - Рейес озвучава охранителя и в испаноезичната версия на филма.[13]
- Джон Раценбергер – Хуан, скелет с развалени зъби от Страната на мъртвите.[18]

## Известни личности
Известни личности от мексиканската култура. Филмът е вдъхновен от мексиканските традиции. В него може да се видят емблематични личности от историята на Мексико като:
- Фрида Кало, художничка, само глас.
- Диего Ривера, художник, без глас, с едно появяване.
- Адела Веларде Перес, революционерка, пеещ глас, с две появявания.
- Агустин Лара, композитор и певец, пеещ глас, с две появявания.
- Емилиано Сапата, революционер, пеещ глас, с две появявания.
- Долорес дел Рио, актриса, само глас, с две появявания.
- Педро Инфанте, актьор и певец, пеещ глас, с три появявания.
- Хорхе Негрете, актьор и певец, пеещ глас, с три появявания.
- Марио Морено „Кантинфлас“, актьор и комедиант, пеещ глас, с три появявания.
- Ел Санто, борец и актьор, пеещ глас, с три появявания.
- Мария Феликс, актриса, пеещ глас, с четири появявания.

## Продукция

### Развитие
Идеята за филма идва на Лий Ънкрич още през 2010 г., когато е примиерата на филма Играта на играчките 3. Първоначално филмът трябваше да бъде за едно американско дете, научавайки се за мексиканския си произход, докато се занимава със смъртта на майка си. В крайна сметка екипът осъзнава, че това е погрешен подход и реформира филма, за да се съсредоточи върху мексиканското дете.
Екипът на Пиксар прави няколко пътувания до Мексико, за да дефинира героите и историята на „Коко“. Ънкрич каза: „Видях народното изкуство. Скелети със светли, празнични цветове, които грабнаха въображението ми и ме поведоха по пътя на вдъхновението. И колкото повече научавах интересни подробности за Деня на мъртвите, толкова повече потъвах дълбоко в тази атмосфера.“ „Коко“ също така е вдъхновен от аниме филмите на Хаяо Миядзаки Отнесена от духовете (2001) и Подвижният замък на Хоул (2004), както и от филма Джон Уик (2014).

### Кастинг
През 2016 г. екипът на „Коко“ прави официално изявление, разкривайки че Гаел Гарсия Бернал, Бенджамин Брат, Рене Виктор и Антъни Гонзалез ще озвучават героите.

### Заснемане
На 13 април 2016 г. Ънкрич обявява, че екипът е започнал работа по филма. В края на 2016 г. сценаристът на лентата Адриан Молина заема и поста ко-режисьор.
„Дисни“ подава заявление за търговска марка на фразата „Día de los Muertos“ (Деня на мъртвите) за мърчандайзинг. Това действие е посрещнато с критики от страна на мексиканската общност в Съединените щати. Лало Алкарас, мексиканско-амепикански карикатурист, рисува филмов плакат, озаглавен „Мъртвата мишка“, изобразяващ скелета на Годзила с размерите на Мики Маус. Повече от 21 000 души подписват петиция в Change.org, в която се посочва, че запазената марка е „културно присвояване и лоша експлоатация“. Седмица по-късно, „Дисни“ се отказва от идеята си. През 2015 г. Пиксар наема Алкарас като консултант на филма, присъединявайки се към екипа на драматурга Октавио Солис.

## Награди и номинации
Награди Оскар
| Година | Категория                               | Резултат |
| ------ | --------------------------------------- | -------- |
| 2018   | Най-добър анимационен филм              | Печели   |
| 2018   | Най-добра оргинална песен „Remember Me“ | Печели   |

Награди Златен глобус
| Година | Категория                  | Резултат   |
| ------ | -------------------------- | ---------- |
| 2018   | Най-добър анимационен филм | Печели     |
| 2018   | Най-добра оригинална песен | Номинирана |

Награда на БАФТА
| Година | Категория                  | Резултат |
| ------ | -------------------------- | -------- |
| 2017   | Най-добър анимационен филм | Печели   |

Награди Ани
| 2017 | Категория                    | Резултат |
| 2017 | Най-добър анимационен филм   | Печели   |
| 2017 | Най-добър режисьор           | Печели   |
| 2017 | Най-добър сценарий           | Печели   |
| 2017 | Най-добър глас               | Печели   |
| 2017 | Най-добър дизайн             | Печели   |
| 2017 | Най-добри анимационни герои  | Печели   |
| 2017 | Най-добър дизайн на герои    | Печели   |
| 2017 | Най-добра музика             | Печели   |
| 2017 | Най-добри анимационни ефекти | Печели   |
| 2017 | Най-добър монтаж             | Печели   |
| 2017 | Най-добър сториборд          | Печели   |

## Музика
Цялата музика е написана от Музиката към филма е композирана от Майкъл Джакино. Джерамайн Франко, Адриан Молина, Робърт Лопес и Кристен Андерсън-Лопес пишат песните към лентата. Записите започват на 14 август 2017 г. Саундтракът е издаден на 10 ноември 2017 г..
| 1.      | Remember Me (Ернесто де ла Круз) | Бенджамин Брат                                              | 1:49 |
| 2.      | Much Needed Advice               | Бенджамин Брат и Антонио Сол                                | 1:45 |
| 3.      | Everyone Knows Juanita           | Гаел Гарсия Бернал                                          | 1:15 |
| 4.      | Un Poco Loco                     | Антъни Гонзалез и Гаел Гарсия Бернал                        | 1:52 |
| 5.      | Jálale (Инструментал)            | Мексикански музикален институт                              | 2:54 |
| 6.      | The World Es Mi Familia          | Антъни Гонзалез и Антонио Сол                               | 0:50 |
| 7.      | Remember Me (Приспивна песен)    | Гаел Гарсия Бернал, Габриела Флорес и Либертад Гарсия Фонси | 1:09 |
| 8.      | La Llorona                       | Алана Юбак и Антонио Сол                                    | 2:45 |
| 9.      | Remember Me (Помирение)          | Антъни Гонзалез и Ана Офелия Мургия                         | 1:13 |
| 10.     | Proud Corazón                    | Антъни Гонзалез                                             | 2:03 |
| 11.     | Remember Me (Dúo)                | Мигел и Наталия Лафоркаде                                   | 2:44 |
| 12.     | Will He Shoemaker                | Майкъл Джакино                                              | 3:17 |
| 13.     | Shrine and Dash                  | Майкъл Джакино                                              | 1:23 |
| 14.     | Miguel's Got an Axe to Find      | Майкъл Джакино                                              | 1:16 |
| 15.     | The Strum of Destiny             | Майкъл Джакино                                              | 1:10 |
| 16.     | It's All Relative                | Майкъл Джакино                                              | 2:37 |
| 17.     | Crossing the Marigold Bridge     | Майкъл Джакино                                              | 1:48 |
| 18.     | Dept. of Family Reunions         | Майкъл Джакино                                              | 2:44 |
| 19.     | The Skeleton Key to Escape       | Майкъл Джакино                                              | 3:04 |
| 20.     | The Newbie Skeleton Walk         | Майкъл Джакино                                              | 1:07 |
| 21.     | Adios Chicharron                 | Майкъл Джакино                                              | 1:45 |
| 22.     | Plaza de la Cruz                 | Майкъл Джакино                                              | 0:21 |
| 23.     | Family Doubtings                 | Майкъл Джакино                                              | 2:23 |
| 24.     | Taking Sides                     | Майкъл Джакино                                              | 0:56 |
| 25.     | Fiesta Espectacular              | Майкъл Джакино                                              | 0:55 |
| 26.     | Fiesta con de la Cruz            | Майкъл Джакино                                              | 2:33 |
| 27.     | I Have a Great-Great-Grandson    | Майкъл Джакино                                              | 1:14 |
| 28.     | A Blessing and a Fessing         | Майкъл Джакино                                              | 4:44 |
| 29.     | Cave Dwelling on the Past        | Майкъл Джакино                                              | 2:22 |
| 30.     | Somos Familia                    | Майкъл Джакино                                              | 2:21 |
| 31.     | Reunion Familiar de Rivera       | Майкъл Джакино                                              | 3:03 |
| 32.     | A Family Dysfunction             | Майкъл Джакино                                              | 2:00 |
| 33.     | Grabbing a Photo Opportunity     | Майкъл Джакино                                              | 1:46 |
| 34.     | The Show Must Go On              | Майкъл Джакино                                              | 2:31 |
| 35.     | For Whom the Bell Tolls          | Майкъл Джакино                                              | 2:01 |
| 36.     | A Run for the Ages               | Майкъл Джакино                                              | 1:50 |
| 37.     | One Year Later                   | Майкъл Джакино                                              | 1:00 |
| 38.     | Coco – Dia de los Muertos Suite  | Майкъл Джакино                                              | 5:47 |
| 1:18:40 |                                  |                                                             |      |

## В България
Премиерата на филма в България е на 24 ноември 2017 г., дублиран на български език и разпространяван в 3D формат. Телевизионната му премиера е на 26 декември 2019 г. по NOVA.

### Синхронен дублаж
| Роля | Изпълнител |
| --- | --- |
| Мигел | Виктор Скерлев |
| Ектор | Явор Караиванов |
| Ернесто де ла Крус | Симеон Владов |
| Мама Имелда | Ася Рачева |
| Елена Ривиера | Даринка Митова |
| Коко | Адриана Андреева |
| Фрида Кало | Невена Бозукова |
| Бащата на Мигел | Росен Русев |
| Леля Росита | Ива Апостолова |
| Леля Виктория | Лина Шишкова |
| Дядо Хулио | Сава Пиперов |
| Чичарон | Петър Върбанов |
| Чиновник | Георги Спасов |
| Мариачи музикант Абел Ривера Работник Асистент в конкурс за таланти в света на мъртвите Асистент на концерта на Де ла Крус | Петър Бонев |
| Други гласове | Адриана Тамахкярова Малена Шишкова Мария Джойкева Никол Николова Светлана Смолева Константин Димитров Цанко Тасев Весела Делчева Елена Кокорска Калина Асенова Кръстина Кокорска Стефан Димитриев Емил Емилов Владо Михайлов Момчил Степанов Теодор Койчинов Ясен Зердев Мими Йорданова Надежда Панайотова |

| Песни                                            | Изпълнител |
| ------------------------------------------------ | --- |
| Помни ме ти                                      | Ернесто де ла Крус: Светозар Христов Ектор: Явор Караиванов Малката Коко: Калина Асенова Мигел: Виктор Скерлев Мама Коко: Василка Сугарева |
| Известна е тук Хуанита                           | Ектор: Явор Караиванов |
| Un Poco Loco                                     | Мигел: Виктор Скерлев Ектор: Явор Караиванов                                                                                               |
| Светът е моето място Гордо днес тупти Mi Corazon | Мигел: Виктор Скерлев |

| Обработка                       | Доли Медия Студио                     |
| ------------------------------- | ------------------------------------- |
| Режисьор на дублажа             | Даниела Горанова                      |
| Превод Творчески директор       | Венета Янкова                         |
| Музикален режисьор              | Евгени Манев                          |
| Превод на песните               | Цветомира Цонева                      |
| Тонрежисьори                    | Илиян Апостолов Ясен Пенчев           |
| Mixing Studio                   | Shepperton International              |
| Продуцент на българската версия | Disney Character Voices International |